# Apristurus saldanha
Pour les articles homonymes, voir Saldanha (homonymie).
Espèce
Répartition géographique
Statut de conservation UICN

 LC  : Préoccupation mineure
Apristurus saldanha est une espèce de requins.